# Фарма (8. сезона)
Фарма 8 је осма сезона српске ријалити-такмичарске емисије Фарма. Емитована је од 27. септембра 2024. до 14. јуна 2025. и трајала је 260 дана. За разлику од претходних сезона које је приказивао Пинк, осму сезону је емитовала Народна ТВ након осам година паузе после седме сезоне. Победник осме сезоне је Кристијан Голубовић, док је другопласирани Предраг „Пеца” Лазић.
Прати групу познатих личности које живе заједно двадесет и четири сата дневно на фарми, изолованој од спољашњег света (превасходно од масовних медија, као што су новине, телефони, телевизија и интернет), а све њихове кораке свакодневно прате видео-камере, без приватности. Сваке седмице такмичари, познати као „фармери”, пролазе кроз номинације и елиминације. Гледаоци затим одлучују ко од номинованих треба да напусти ријалити. Последњи преостали фармер постаје победник и осваја награду од 50.000 евра.

## Формат
Фарма прати групу познатих личности, које живе заједно на фарми изолованој од спољашњег света, без новина, телефона, телевизије и интернета, а сваки њихов корак прате видео-камере 24 часа дневно. Од 8. сезоне, такмичари живе на фарми у Шимановцима уместо у Лисовићу, у правом средњовековном граду где се сусрећу са изазовима и новим задацима. Учесници се током отприлике 100 дана такмиче за шансу да освоје главну новчану награду избегавањем седмичних елиминација.

## Фармери
| Име                              | Занимање                        | Резултат         |
| -------------------------------- | ------------------------------- | ---------------- |
| Александар „Кристијан” Голубовић | Бивши криминалац                | Победник         |
| Предраг Лазић „Пеца”             | Музичар и дипломирани угоститељ | Другопласирани   |
| Божидар Ристановић „Божа Џоунс”  | Певач                           | Треће место      |
| Огњен Равић                      | Манекен                         | Четврто место    |
| Елена Петровић                   | Телевизијска личност            | Пето место       |
| Андреа Анђелковић                | Певачица                        | Шесто место      |
| Александра Јакшић                | Манекенка                       | Избачена         |
| Александра Бабејић               | Телевизијска личност            | Избачена         |
| Никола Лакић                     | Бивши фудбалер                  | Избачен          |
| Саша Цветковић „Сале Лукс”       | Предузетник                     | Избачен          |
| Бојана Станачић „Барби”          | Певачица                        | Избачена         |
| Снежана „Снежа” Јовичић          | Манекенка                       | Избачена         |
| Љиљана Стевановић „Лили”         | Инспекторка                     | Избачена         |
| Стефан Станојевић                | Интернет личност                | Избачен          |
| Милан Руња                       | Интернет личност                | Избачен          |
| Никола Деспотовић                | Тиктокер                        | Избачен          |
| Марко Тошић                      | Интернет личност                | Избачен          |
| Душица Топић                     | Спортисткиња                    | Дискфалификована |
| Наташа Марковић                  | Куварица                        | Избачена         |
| Кики Николић „Кики Стар”         | Тиктокерка                      | Изашла           |
| Јелена Голубовић                 | Редитељка                       | Изашла           |
| Никола „Цоња” Јовановић          | Конобар                         | Избачен          |
| Бобан Башановић                  | Ди-џеј                          | Избачен          |
| Веселин Радоњић                  | Манекен                         | Избачен          |
| Марија Ел Равашеде               | Телевизијска личност            | Избачена         |
| Никола Ђорђевић                  | Певач                           | Избачен          |
| Веселин Радоњић                  | Манекен                         | Избачен          |
| Александра Станишић              | Телевизијска личност            | Дисквалификована |
| Срђан Косић                      | Телевизијска личност            | Избачен          |